# Sunny Tellone
Sunny Tellone ist eine US-amerikanische Schauspielerin, Synchronsprecherin und Stuntfrau.

## Leben
Tellone begann als Teenagerin mit dem Kickboxen. Sie studierte ab 2004 Digital Art & Design an der Full Sail University und schloss ihr Studium 2006 mit dem Bachelor ab. Ihr Filmschauspieldebüt gab sie 2013 im Film Raze – Fight or Die in der Rolle der Sandra. Es folgten danach Besetzungen in mehreren Kurzfilmproduktionen. 2018 wirkte sie als Stuntfrau im Fernsehfilm Resurgence mit. 2019 erhielt sie eine Sprechrolle im Kurzfilm Nightingale. 2020 war sie im Musikvideo zum Lied der Band Saint Motel zu sehen. 2024 spielte sie im Actionfilm Snow White and the Seven Samurai in der Rolle der Onna-musha Luna mit. Im selben Jahr war sie außerdem im Computerspiel Firesky zu hören.
Als Animatorin wirkte sie 2012 in 21 Episoden der Zeichentrickserie Powerhouse mit. Von 2013 bis 2015 war sie in der Funktion einer Prop Designerin an 41 Episoden der Zeichentrickserie Lalaloopsy mit.

## Filmografie (Auswahl)

### Schauspiel
- 2013: Raze – Fight or Die (Raze)
- 2018: The Wasteland (Kurzfilm)
- 2018: Vindicta (Kurzfilm)
- 2020: More Than Just Me (Fernsehserie, Episode 1x04)
- 2022: Vida (Kurzfilm)
- 2023: Kill Sunny (Kurzfilm)
- 2024: Snow White and the Seven Samurai
- 2024: ID EST (Kurzfilm)

### Stunts
- 2018: Resurgence (Fernsehfilm)
- 2020: The Realtor
- 2020: More Than Just Me (Fernsehserie, Episode 1x07)
- 2023: Good Girls Get Fed (Kurzfilm)

## Synchronisationen (Auswahl)
- 2019: Nightingale (Kurzfilm)
- 2024: Firesky (Computerspiel)